# Beerenobst
Unter Beerenobst sind Obstarten zusammengefasst, deren Gemeinsamkeiten vor allem in den Fruchteigenschaften (weich, klein, rundlich) liegen.
Zu unterscheiden ist zwischen dem Fruchttyp „Beeren“ und „Beerenobst“, da der Zusatz Obst die Einschränkung der Mehrjährigkeit und der Essbarkeit mit sich bringt. So ist etwa die Tomate botanisch gesehen eine Beere, wird aufgrund der Einjährigkeit jedoch zum Gemüse gezählt. Umgekehrt sind ein großer Teil der zum Beerenobst zählenden Obstarten vom Fruchtaufbau keine Beeren (z. B. ist die Erdbeere eine Sammelnussfrucht), werden jedoch aufgrund der Fruchteigenschaften traditionell zum Beerenobst gezählt.
Die Hauptbeerenarten gehören zur Ordnung der Rosenartigen (Rosales). Diese Obereinheit umfasst die Familien der Rosaceae sowie der Saxifragaceae. Der umfassenden Familie der Rosaceae auch Rosengewächse werden die Gattungen Fragaria (Erdbeeren) und Rubus (Himbeere, Brombeeren) zugeordnet. Zu den Rosengewächsen gehören auch die Apfelbeere (Aronia), die Eberesche (Sorbus), die Hagebutte (Rosa) und die Mispel (Mespilus). In der Familie der Saxifragaceae steht die Gattung Ribes im Vordergrund, der Johannis- und Stachelbeeren angehören.
Außerdem gehören zum Beerenobst Arten der Familien Caprifoliaceae (Holunder), Elaneagnaceae (Sanddorn) und Ericaceae (Heidelbeere, Preiselbeere).

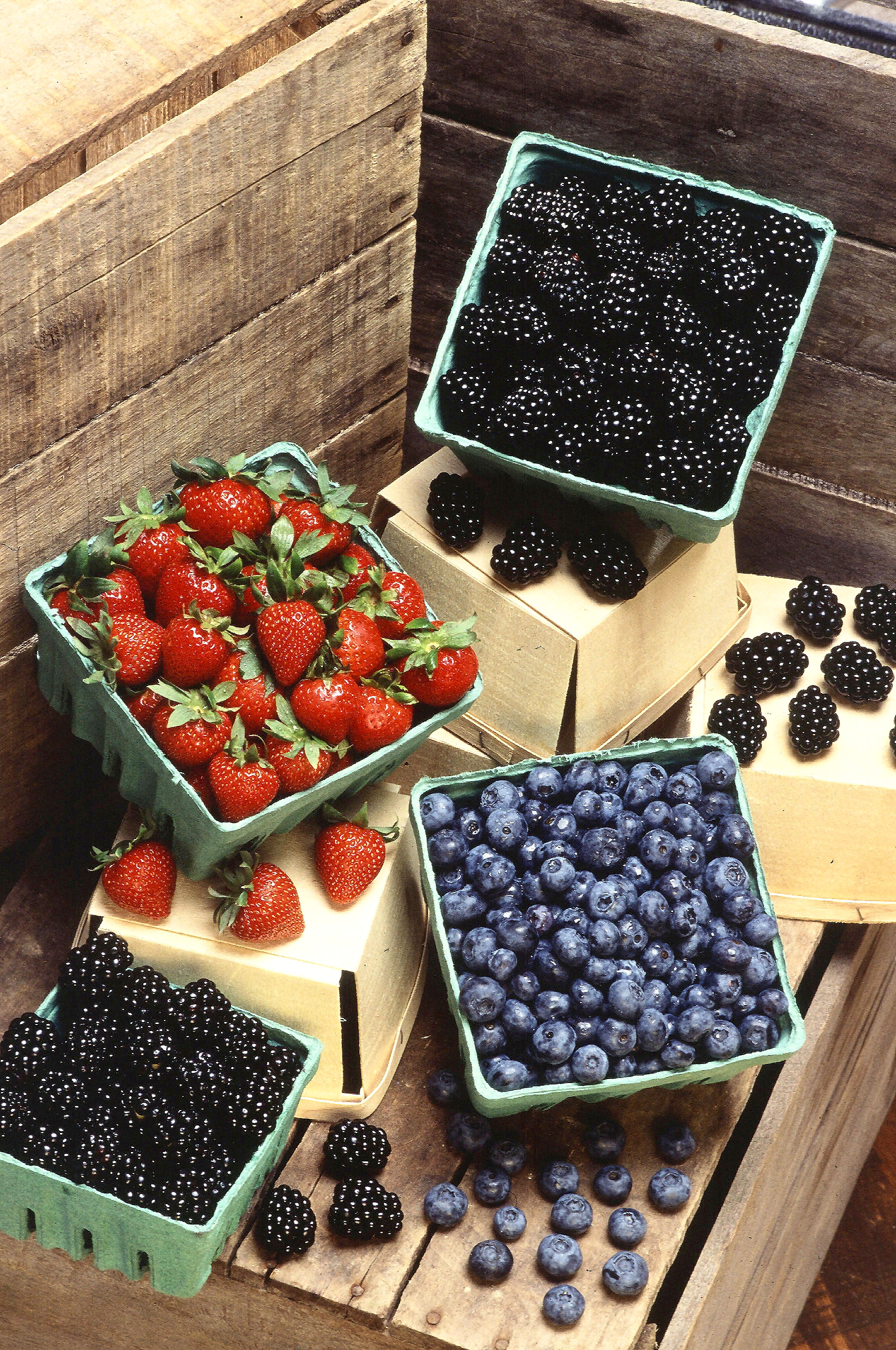
Aus botanischer Sicht unrichtig „Beeren“ genannte Obstarten. Nur die Heidelbeere ist hier eine echte Beere.

Traditionell zählt man zum Beerenobst unter anderem:
- Apfelbeere
- Brombeere (= Sammelsteinfrucht)
- Erdbeere (= Sammelnussfrucht)
- Johannisbeeren: Schwarze Johannisbeere, Rote Johannisbeere
- Heidelbeere
- Himbeere (= Sammelsteinfrucht)
- Holunder
- Kapstachelbeere (= Nachtschattengewächs)
- Maulbeere (= Nussfruchtverband)
- Moltebeere (= Sammelsteinfrucht)
- Moosbeere (Cranberry)
- Preiselbeere
- Sanddorn
- Stachelbeere
- Taybeere
- Weinbeere

Siehe auch: Fruchtobst